# Xylomoia
Xylomoia is een geslacht van vlinders van de familie Uilen (Noctuidae), uit de onderfamilie Hadeninae.

## Soorten
- X. chagnoni Barnes & McDunnough, 1917
- X. fusei Sugi, 1976
- X. graminea (Graeser, 1889)
- X. lignea Hampson, 1918
- X. retinax Mikkola, 1998
- X. stangelmaieri Mikkola, 1998
- X. staticis Dyar, 1920
- X. strix Mikkola, 1980